# Vihteljärvi
Vihteljärvi är en sjö i Finland. Den ligger i kommunen Kankaanpää i landskapet Satakunta, i den sydvästra delen av landet, 220 km nordväst om huvudstaden Helsingfors. Vihteljärvi ligger 106 meter över havet. Arean är 31,6 hektar och strandlinjen är 2,81 kilometer lång. Sjön  ingår i Karvia å huvudavrinningsområde.   I omgivningarna runt Vihteljärvi växer i huvudsak barrskog.